# Vidukind iz Korveja
Vidukind je prvi nemački istoričar i pisac. Rodio se 925. godine. Bio je predstavnik teutonidske renesanse koja nastaje u 10. veku za vreme Saksonske dinastije. Živeo je u manastiru Korvej. 
Napisao je Saksonska dela u tri knjige (Res gestae saxonicae sive annalium libri tres) koja pokrivaju period do smrti Otona I. Koristan je izvor za istoriju Nemačke. Podražavao je Salustijev stil i to u mnogom kvari tačnost njegovog izlaganja.